# Red John
Red John és un personatge de ficció de la sèrie estatunidenca The Mentalist. És un assassí en sèrie que va començar a assassinar el 1998 i que actualment ha assassinat almenys 30 persones. 5 anys abans de començar la sèrie, Red John va assassinar la dona i la filla del protagonista Patrick Jane. D'ençà que els va assassinar, Red John s'ha tornat en l'objectiu principal de Patrick Jane, el qual treballa d'assessor de la Brigada Criminal de Califòrnia (CBI).
Red John és interpretat a la sèrie pel sheriff Thomas McAllister. TV Guide inclou Red John en la llista de 2013 dels "60 Dolents més malvats de tots els temps".

## Senyes d'identitat
- Red John sempre dibuixa a la paret una cara somrient a la paret amb la sang de les seves víctimes. Aquest dibuix el fa amb tres dits de la seva mà dreta en el sentit de les agulles del rellotge.[3]
- Les seves víctimes majoritàriament són dones, encara que hi varen haver excepcions amb els homes als que va ajudar a sortir de la presó en Patrick Jane per aconseguir informació sobre qui és en Red John.[4]